# Sankt Thomas (landsted)
 For alternative betydninger, se Sankt Thomas (flertydig). (Se også artikler, som begynder med Sankt Thomas)
Sankt Thomas, oprindeligt Alléenlyst, var et landsted på Frederiksberg. Det har givet navn til Sankt Thomas Plads i Frederiksberg Allés østlige del.

## Historie
Den nuværende fleretages bebeolsesejendom blev opført i 1904-05 på en grund, som tidligere havde huset et landsted, der var blevet købt af apoteker, etatsråd A.H. Riise i 1872. Riise opkaldte sit landsted efter Sankt Thomas, en af de Dansk-Vestindiske øer, hvor han havde været apoteker, og dets efterfølger på grunden beholdt altså navnet. 
Landstedet havde tidligere båret navnet Alléenlyst og var opført 1784 af hestehandler Carl Henrik Ording, som også lod Vennersly opføre. I 1829 blev Alléenlyst solgt til stadsmægler Heiman Gerson. Efter hans død, ti år senere, blev ejendommen købt af traktør Anton Becker for 10.050 Rdlr. sølv. Senere blev Alléenlyst overtaget af enkefru Amalie Jensen, der i 1853 var blevet gift med musikhandler Emil Horneman. Horneman dannede sammen med Georg Carstensen, Tivolis grundlægger, aktieselskabet Alhambra, der overtog Alléenlysts grund, hvorpå forlystelsesetablissementet blev opført. Alhambra blev indviet i 1857 kort efter Carstensens død. Alhambra lukkede den 10. august 1869.
En del af Alléenlysts grund var blevet bibeholdt og indgik ikke i Alhambra, men ejedes af Emil Horneman, der solgte den den 16. april 1862 til manufakturhandler Steen Møller, der ti år senere solgte til den hjemvendte apoteker A.H. Riise.
Riise døde i 1882, og i 1884 blev ejendommen købt af rebslager T.S. Thrane, som indrettede den til restaurant og forlystelsesetablissement, der beholdt navnet St. Thomas. Bygningen rummede bl.a. en scene, hvor der var plads til et lille orkester. Desuden husede en sidebygning "Det Hartkopfske Museum", som var et anatomisk museum og vokskabinet.
I 1902 blev forlystelsesetablissementet nedlagt, og i stedet indrettede biografpionéren Constantin Philipsen biografen Odeon i bygningen. Den blev imidlertid en fiasko, og Philipsen åbnede i stedet i 1904 biografen Kosmorama på Strøget i København, som han efterhånden udvidede til en landsdækkende kæde af biografer. I 1912 stod han bag oprettelsen af Palads-biografen ved den senere Vesterport Station.

## Ny bygning færdig 1905
Den nye store ejendom Sankt Thomas (eller St-Thomas, som der står på facaden) blev tegnet i 1904 af arkitekt Philip Smidth, som havde tegnestue i Stormgade 20 i Københavns centrum, for ejeren, V. Fliedner. Philip Smidth har tegnet en række markante bygninger i København, bl.a. Politikens Hus på Rådhuspladsen. 
Ejendommen består af en randbebyggelse mod Sankt Thomas Plads og Sankt Thomas Allé, en bebyggelse rundt om en smal gård mellem Frederiksberg Allé 26 og Sankt Thomas Allé 1, 3 og 5A samt den fritliggende bebyggelse Sankt Thomas Allé 7, 9, 11, 13 og 15 på den anden side af en bred passage, som går vinkelret gennem grunden. Denne passage går fra kollonaden ind fra Sankt Thomas Plads og munder ud i Sankt Thomas Allé mellem nr. 15 og nr. 3. 
Sankt Thomas har stadig nogenlunde den fremtræden, den havde ved sin opførelse med bl.a. det sorte tegltag og de to store trekantfrontoner med blomsterranker mod henholdsvis Sankt Thomas Plads og Sankt Thomas Allé. Et markant indslag i bybilledet er desuden kollonaden med otte store søjler, som fører fra Sankt Thomas Plads ind i passagen. Bygningens facade er udsmykket af en række støbte blomsterranker samt halvsøjler med korintiske kapitæler.
Gennem mange år drev ejerne ejendommen som udlejningsejendom. Blandt ejerne kan nævnes familien Jensen, som bl.a. talte Louisianas grundlægger Knud W. Jensen. Ejendommens kælder blev i deres ejertid anvendt til lager for familiens ostevirksomhed. 
Gennem en årrække husede hjørnet af Frederiksberg Allé og Sankt Thomas Allé den store danserestaurant St. Thomas, en slags efterfølger til forlystelsesstedet i det tidligere landsted. St. Thomas var tidligere et af byens kendte forlystelsessteder. 
I 1977 blev ejendommen udstykket til ejerlejligheder fordelt på fire ejerlejlighedsforeninger på de fire matrikelnumre på grunden – 51b, 51t, 51u og 51v.